# جهاز اقتران الشحنة

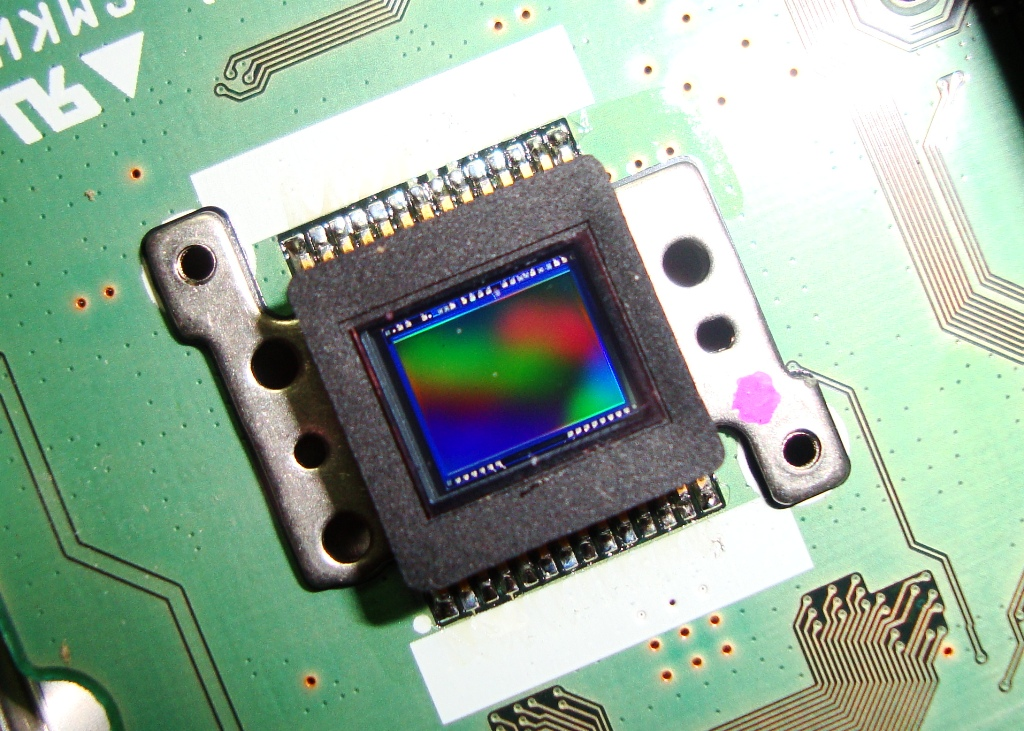
مجس (متحسس) سي سي دي

جهاز اقتران الشحنات (Charge-Coupled-Device والذي يرمز له اختصاراً CCD ويعرف أحيانا باسم مجس سي سي دي) هو أسهل أنواع المكشافات الضوئية صنعاً، وله حساسية ضوئية أفضل عن منتجات أخرى (كالموسفت)، ولكن بسبب حساسيته تنتقل الشحنة الكهربية خلاله بطيئا نسبياً. اخترعه العالم جورج سميث وويلارد بويل في مختبرات بل عام 1969 (بسببها حازا على جائزة نوبل للفيزياء عام 2009). . وقد استخدم بسرعة في الدراسات الفلكية، وفي الاستشعار عن بعد بواسطة الأقمار الصناعية، كما عم الاستخدام في الكاميرات الرقمية.
ترص مجسات سي سي دي في مصفوفات على لوائح (موزعة توزيعا سطريا)، وتستخدم في كاميرات الفيديو والكاميرات الرقمية. كما عم استخدامات تلك المصفوفات في الهواتف المحمولة ذات كاميرا رقمية. وتستخدم مصفوفات مجسات سي سي دي في أجهزة الفاكس، وفي المطيافات، وفي الماسحات الضوئية.

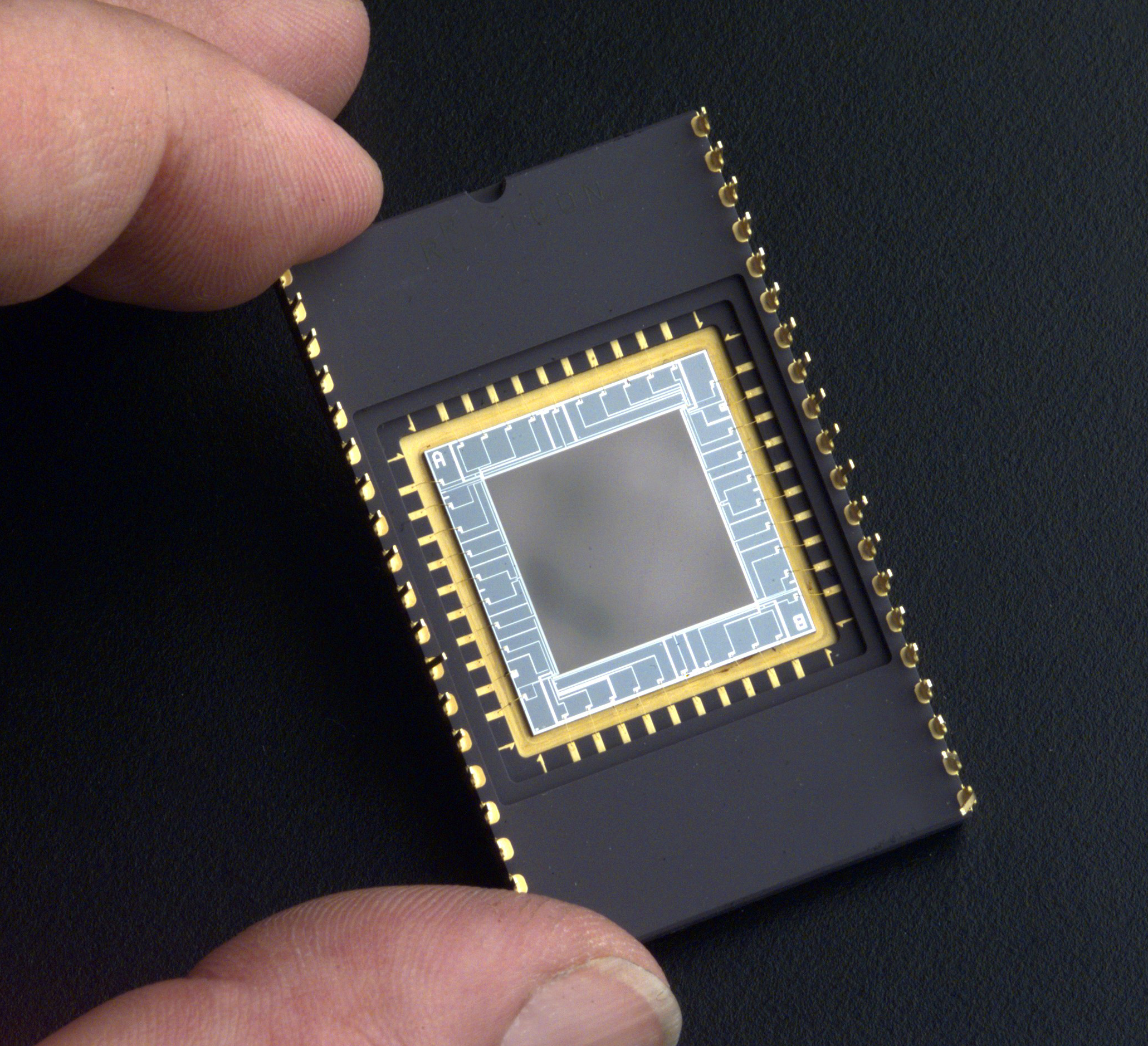
مجس سي سي دي CCD-Sensor للتصوير الفلكي.

## تركيبه وطريقة عمله

تمثيل انتقال الشحنات في سي سي دي

يتكون مجس سي سي دي للتصوير من مصفوف من ثنائي ضوئي. ومن الممكن أن تكون مربعات أو مستطيلات الشكل، يبلغ طول كل منها من 4و1 ميكرومتر إلى 20 ميكرومتر. وكلما زادت مساحة البكسل كلما زادت حساسيته للضوء ودينامية مجس السي سي دي، ولكن مساحات البكسل الكبيرة تقلل من تباين الصورة (يقل وضوح الصورة إذا كان عدد البكسل فيها قليل).

معظم السي سي دي لها بنية مكونة من بنية معدن-عازل-شبه موصل: توجد على شبه الموصل المشوب طبقة عازلة وتغطيها طبقة من موصل كهربائي شفاف (أقطاب). توجد بين البكسل والبكسل توصيلات لنقل الشحنات.
ينقل الضوء الساقط عن طريق التأثير الكهرضوئي الداخلي طاقته إلى الإلكترونات في شبه الموصل. وتنشأ تحت هذا التأثير إلكترونات حرة (سالبة) وفجوات موجبة الشحنة، وتبقى معزولة عن بعضها البعض تحت تأثير جهد كهربائي يمنعها من الاتحاد. ولكن لا تمر الشحنات إلى الخارج في الحال كما هو في ثنائي ضوئي وإنما تتجمع في خلية تخزين فيما يسمى بئر جهد، وهذا يعمل على تخزين الشحنات مثل عمل لمكثف.
ويتناسب عدد الشحنات مع كمية الضوء الساقطة على السي سي دي عندما تبدأ قراءة المخزون، قبل أن يصلها جهد محو الثنائي الضوئي لمحوها.
بعد تمام التصوير تنتقل الشحنات الواحدة تلو الأخرى كالسلسلة إلى مضخم إلكتروني يقوم بقراءتها. تتكون نبضات كهربية تتناسب في جهدها مع عدد الشحنات وبالتالي تتناسب مع كمية الضوء التي سقطت على وحدات المجس.
نبضات الجهد الخارجة من المجس تكون متتالية. أي أن شحنة كل بكسل تخرج متتالية، بينما التقطت الصورة في نفس الوقت حيث سجلت جميع البكسلات الضوء الساقط عليها. في حالة سي سي دي في كاميرا فيديو تقوم البكسلات بتسجيل نصف صور (أولا تسجيل الأسطر الازدواجية ثم الأسطر الفردية). ولكن لجميع التطبيقات الأخرى فتتبع طريقة مسح السي سي دي على التوالي طبقا لتتالي البكسلات الطبيعي.

## نقل الشحنات
أثناء نقل الشحنات المتجمعة لصورة لا يحدث التقاط لصورة جديدة، حتى لا تشوش صورة على أخرى. وقد ابتكرت عدة أنظمة لحل تلك المسألة:
- سي سي دي كامل الصورة (Full-Frame (FF ، هذه الكاميرا بها غالق ميكانيكي،
- سي سي دي ناقل الصورة (Frame-Transfer (FT,
- سي سي دي ناقل أسطر جانبية (Interline-Transfer (IT ،
- سي سي دي ناقل الصورة والأسطر الجانبية (Frame-Interline-Transfer-CCD (FIT .

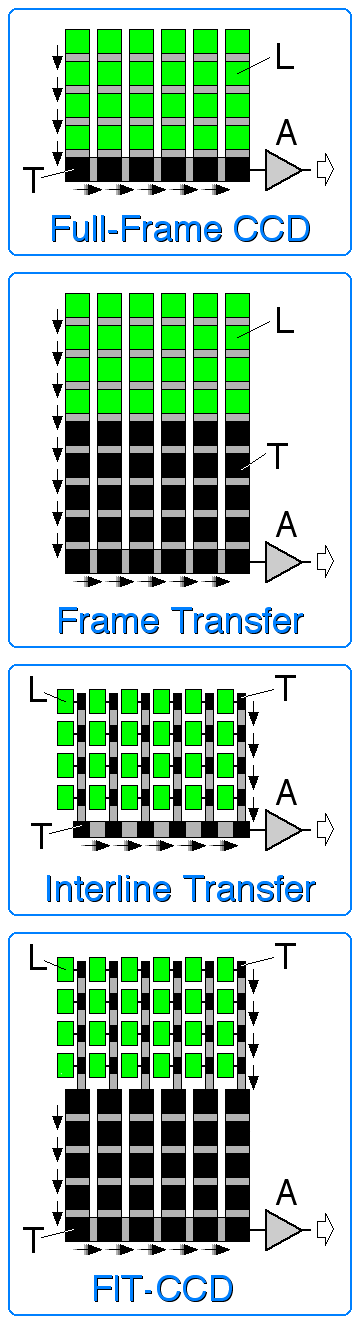
أنواع السي سي دي.
L – بكسل حساس للضوء,
T – مصفوف نقل الشحنات,
A – مضخم النبضات.

### سي سي دي كامل الصورة
هذا يمثل أسهل الحلول لمسألة نقل الشحنات، وهي طريقة تمنع من دخول ضوء جديد إلى المجس أثناء عملية قراءة النبضات، وهي تستخدم غالق ميكانيكي يمنع التقاط صورة جديدة أثناء النقل. هذا الغالق الميكانيكي نعرفه من الكاميرات المعتادة أيضا.
ونظرا لأن مجس الس سي دي ذو الغالق الميكانيكي يستغل كل مساحة الشريحة Chip لتسجيل كل بيانات الصورة، فإن ذلك المجس يسمى «سي سي سي كامل الصورة» Full Frame Transfer CCD .
تستخدم المجسات التي تعمل بتلك الطريقة في الرصد الفلكي وفي التجارب العلمية، إلا أن طريقة الإغلاق الميكانيكي يتعرض أحيانا إلى الاختلال.
ويطلق التعبير سي سي دي كامل الصورة ليس فقط على البنية الداخلية لمجس سي سي دي وإنما كذلك على سي سي دي بمساحة 36 mm × 24 mm, وهي نفس مساحة صور أفلام الكاميرات المعتادة. ولكننا نعني في هذه المقالة البنية الداخلية للمجس وطريقة قراءة نبضات الصورة.

### سي سي دي ناقل الصورة
تنتقل الشحنات المخزونة الخاصة بالصورة في «السي سي دي ناقل الصورة» (Frame-Transfer-CCD (FT-CCD
بعد التقاط الصورة مباشرة، تنتقل إلي منطقة مظلمة من شريحة السي سي دي. وتتم بعد ذلك قراءة الصورة المسجلة سطرا تلو السطر. لذلك يجب أن يكون زمن نقل أو إزاحة الصورة أقصر كثيراً من وقت التقاط الصورة حتى لا يحدث خلط بين نبضات الصورة الأولى مع الصورة التالية.
لهذا تكون مجسات سي سي دي نقل الصورة التي لا تستخدم لغالق ميكانيكي غير صالحة للتصوير بزمن التقاط الصورة قصير. وفي العادة تبنى كاميرات الفيديو للمحترفين وفيها غالق دوّار يقوم بالإغلاق دوريا.
ونظرا لاحتياج مساحة ومكان إضافي في الكاميرا للمكان المظلم للمجس فإن المجس FT-CCD يحوي خلايا (أبار الجهد) تعادل ضعف عدد نقاط الصورة وبالتالي فهو يكون في حجمه أيضا ضعف مساحة الصورة.

### سي سي دي ناقل الأسطر الجانبية
في نوع سي سي دي ناقل الأسطر الجانبية IT-CCD يزاح كل بكسل جانبيا إلى خلية تخزين جانبية مغطاة (مظلمة)، وتتم تلك العملية لجميع البكسلات في نفس الوقت.
تنتقل أولا الشحنات إلى الصفوف المظلمة (فيما يسمى «مصفوف النقل») ومنه إلى المضخم والقارئ. وإذا استخدم غالق ميكانيكي فيمكن ضبط وقت التقات الصورة إلكترونيا خلال تفريغ البكسلات بعد التقاط صورة إلى مصفوف النقل. بذلك يصبح من الممكن التصوير خلال أوقات قصيرة جدا لالتقاط الصور.
تستغرق قراءة النبضات في IT-CCDs وقتا أطول بالمقارنة بس يس دي ناقل الصورة، حيث تبقى الشحنات وقتا أطول في خلاليا التخزين الموجودة بجانب البكسلات الحساسة للضوء. ومع أن خلايا التخزين تكون مغطاة ولكنها تكون أيضا لا زالت حساسة للضوء. ويمكن عن طريق تشتت الضوء أن تصل فوتونات إلى خلايا التخزين، وتثير فيه شحنات مشوشرة. ومنها ينشأ «سيحان النقاط» ويضعف تباين الصورة.

## مجسات الألوان، وتوزيع البكسل

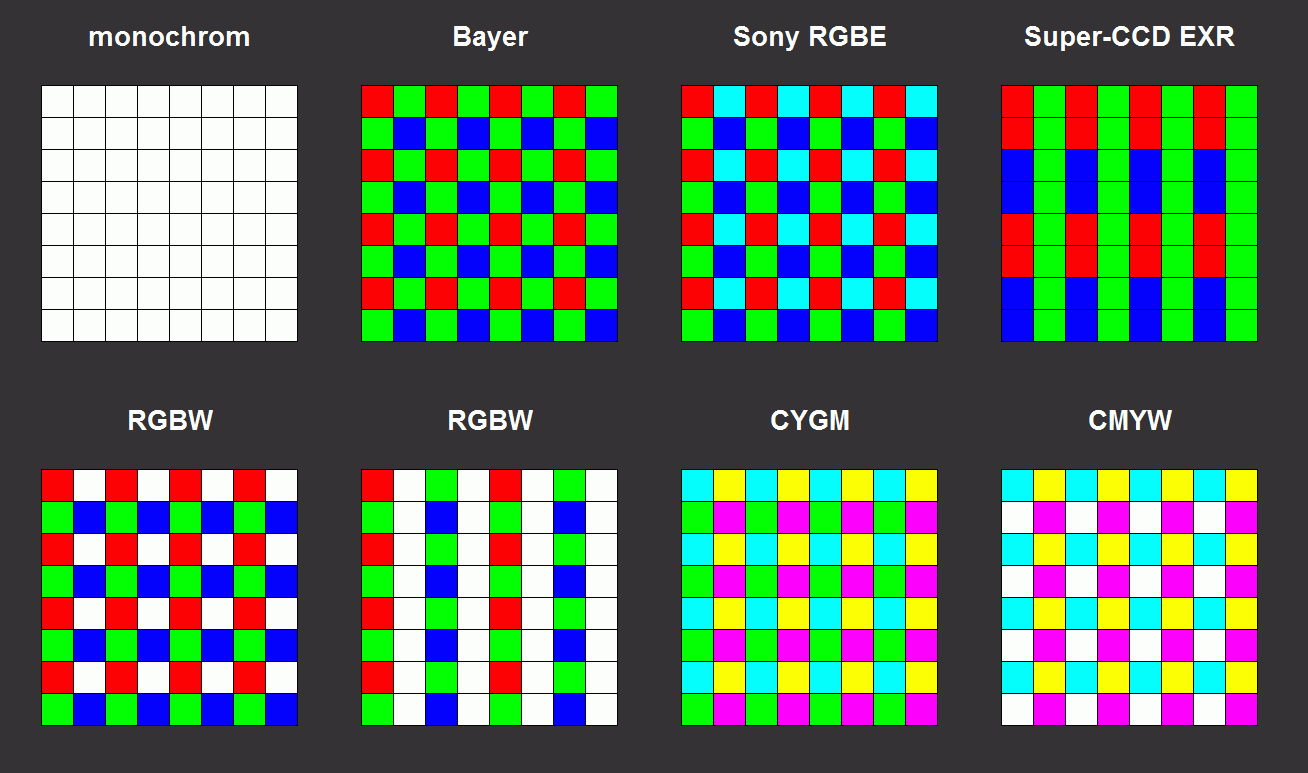
توزيعات مختلفة تستخدم لتكوين شريحة ملونة لسي سي دي.

لتحسس الصور الملونة يحتاج المجس لبكسلات تكون حساسة للألوان المختلفة. وعن طريق خلط البكسلات الملونة بثلاثة ألوان يمكن الحصول على مختلف الألوان، وكذلك يمكن ضبط اللمعان.
وحتى الآن يغلب استخدام طريقتين لتحقيق الألوان:
- أنظمة تستخدم موشور ديكروم، وهو يقسم الطيف إلى ثلاثة ألوان ويوجهها إلى «مجس ذو ثلاثة شرائح»

(Three-Chip-CCD-Sensor),
- أنظمة تستخدم مجسات كل منها مغطي بمادة نافذة للون واحد، وموزعة في شكل مصفوف، وهو نوع مصفوف باير.

ولا تستخدم في العادة أنظمة يكون لها حساسيات مختلفة للون الضوء الأحمر والأزرق (مثل مجس Foveon-X3)
فهي لا تناسب مجس سي سي دي.

### مجس سي سي دي ثلاثي الشرائح
تستخدم مجسات السي سي دي ذات ثلاثة شرائح في كاميرات الفيديو وتكون أسعارها متوسطة. كما تستخدم في الكاميرات ذات مجسات صغيرة وبصفة خاصة 1/6 بوصة لكاميرات الهواة، و 2/3 بوصة لكاميرات المحترفين.
وهي تحتاج إلى بصريات ذات مقاييس كبيرة نسبيا ليتم تزويدها بموشور ديكروم الذي يقوم بشق الضوء إلى ثلاثة ألوان ويوجهها إلى البكسلات. وهي تستقبل الضوء بكفاءة وتنتج نسبة الإشارة إلى الضجيج عالية رغم صغر مساحة المجس.
يوجد خلف عدسة استقبال الضوء موشور الديكروم مباشرة، وملتصق على كل وجه منه -التي تخرج منها أقسام الأشعة الملونة - ملتصق أحد مجسات السي سي دي. ويحتاج أنتاج ذلك الموشور لمجس سي سي دي دقة كبيرة
حتى تضمن تكون الألوان المختلفة الصادقة.

### مجس باير

Bayer-Sensor

يستخدم مجس باير ذو شريحة واحدة في كاميرا الفيديو وتباع بأسعار مختلفة (مقاس 1/4 بوصة لكاميرات الهواة حتى مقاس 36 mm × 20 mm للهواة والمحترفين). وبالإضافة إلى ذلك فهو يستخدم في جميع أنواع آلات التصوير ومن ضمنها الهاتف المحمول.
يتحسس مجس باير الضوء بطريقة أقل حساسية من سي سي دي ذو ثلاثة شرائح، وينتج صورا بنسبة ضوضاء أكبر. ولكن مجس باير يتميز بصغر حجمه ويمكن بناؤه في كاميرا صغير.

## تطبيقات

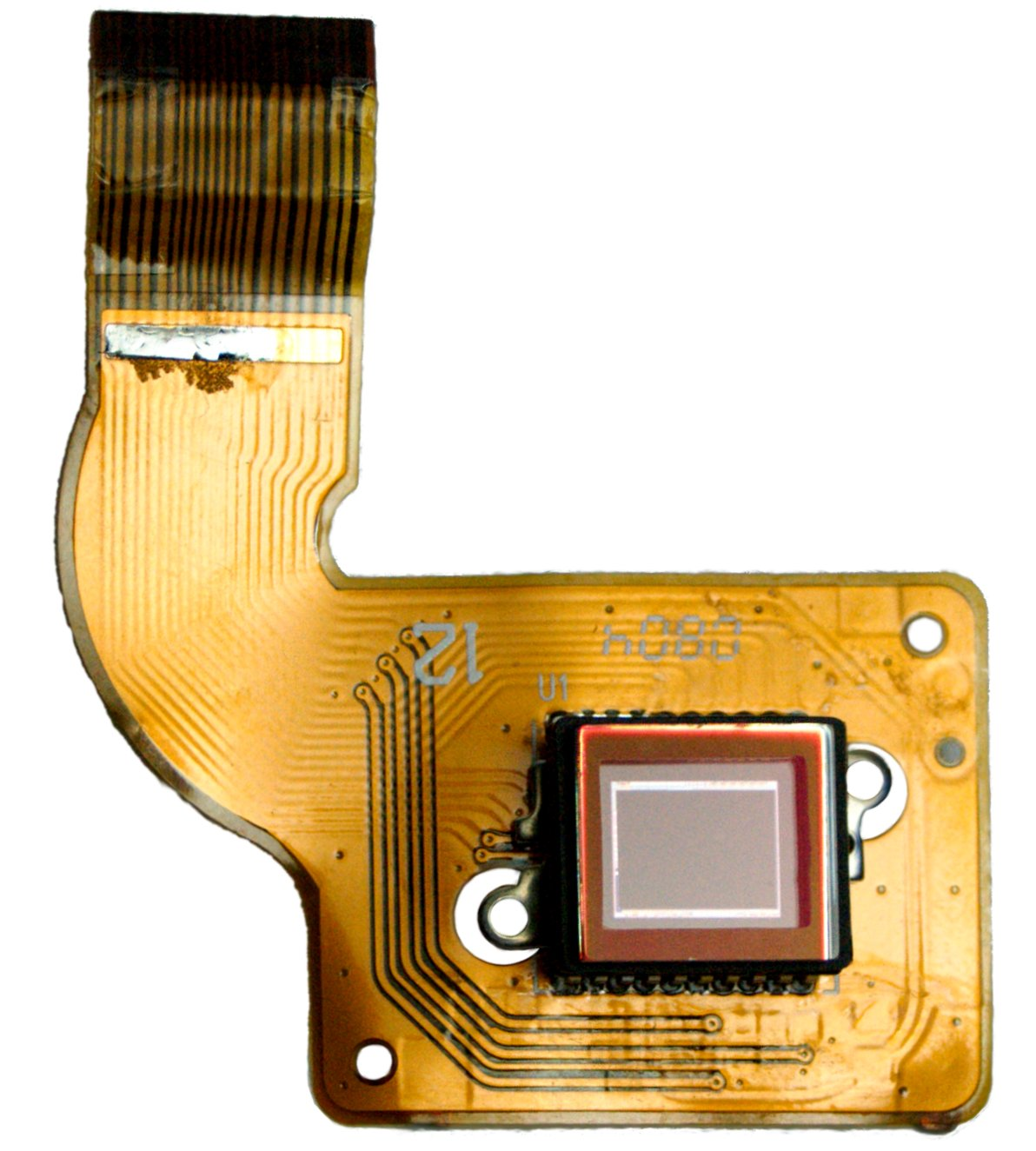
مجس CCD ألوان لكاميرا و لوحة توصيلات مرنة.

### التقاط صور
تستخدم مجسات سي سي دي في التقاط صور في نطاق الضوء المرئي وكذلك في نطاقات الأشعة تحت الحمراء والأشعة فوق البنفسجية وكذلك للأشعة السينية. كل نوع حساس لإحدى تلك النطاقات. بذلك اتسعت استخدامات طيف الموجات الكهرومغناطيسية ما بين 1و0 بيكو متر إلى نحو 1100 نانومتر. وتتحدد تلك طول الموجة الطويلة بسبب ما لدى شبه الموصل من مسافة بين نطاقات طاقته (نحو 1و1 إلكترون فولط للسليكون و 66و0 إلكترون فولت للجرمانيوم).
لذلك يكثر استخدامها في البحث العلمي وفي التقنية. وبصفة خاصة تستخدم في الرصد الفلكي
وتغلب على الطريقة القديمة للرصد بواسطة الألواح الفوتوغرافية، حيث تتميز بحساسية عالية وتستطيع تصوير أجرام ضعيفة اللمعان.
من مميزاتها ايضا هو حساسيتها لنطاقات عريضة من الطيف، علاوة على استطاعتها تصوير أجرام ضعيفة اللمعان إلى جانب أجرام شديدة اللمعان. بالإضافة إلى ذلك تقوم بتسجيل الصور الرقمية مما يتيح فرص جيدة لقياس شدة الضوء وقياس درجات اللمعان المختلفة ومعالجة الصورة.

### سي سي دي وسيموس
تستخدم منذ عام 2009 في التصوير مجسات سيموس (وهي مجسات بكسل نشط) إلى جانب مجسات سي سي دي. ولكن بعد تحسن صناعة وأداء السيموس فقد تفوق على السي سي دي في مجال الكاميرات الرقمية ذات المرآة العاكسة.
وتطهر هنا ميزات السيموس مع تساوي جودة الصور فهو يقوم بقراءة النبضات وشوشرة أقل. لا تزال السي سي دي يستخدم في الكاميرات المتوسطة الحجم ذات تباين عالي (40 ميجا بكسل وأكثر) حيث تطهر فيها إمكانياتها الخاصة. كما تستخدم معظم الكاميرات الرقمية الصغيرة مجسات سي سي دي، ولا تزيد أسعارها عن 700 دولار أمريكي.

### مقارنة: سيموس أو سيسيدي
حتى عصرنا الحديث لاقطات السيسيدي كانت هي الأكثر شهرة.
منذ 2002 بعض الخصائص لمتحسسات السيموس مكنتها من منافسة متحسسات السيسيدي منها:
- تكاليف صناعتها المنخفضة
- التطور من ناحية دقة صنعها بسبب إنتاجها بالجملة
- استهلاك طاقة اقل
- وسيلة تصغيرها حتى 0,15 مايكرومتر في عام 2005
- تعدد استخدامها
- سرعة قراءتها أكبر
- حساسيتها أقل للغبار

## وصلات داخلية
- مقحل حقلي حساس للإشعاع
- مقحل
- مقحل حقلي موصول
- كاميرا رقمية
- موسفت
- مكشاف موضع ضوئي
- حساس كهروضوئي